# Lettres persanes
Les Lettres persanes sont un roman épistolaire de Montesquieu rassemblant la correspondance fictive échangée entre deux voyageurs persans, Usbek et Rica, et leurs amis respectifs restés en Perse. Leur séjour à l’étranger dure neuf ans.
Le roman est publié au printemps 1721 à Amsterdam, et Montesquieu, par prudence, n’avoue pas qu’il en est l’auteur. Selon lui, le recueil est anonyme, et il se présente comme simple éditeur, ce qui lui permet de critiquer la société française de l'époque sans risquer la censure.

## Résumé du livre

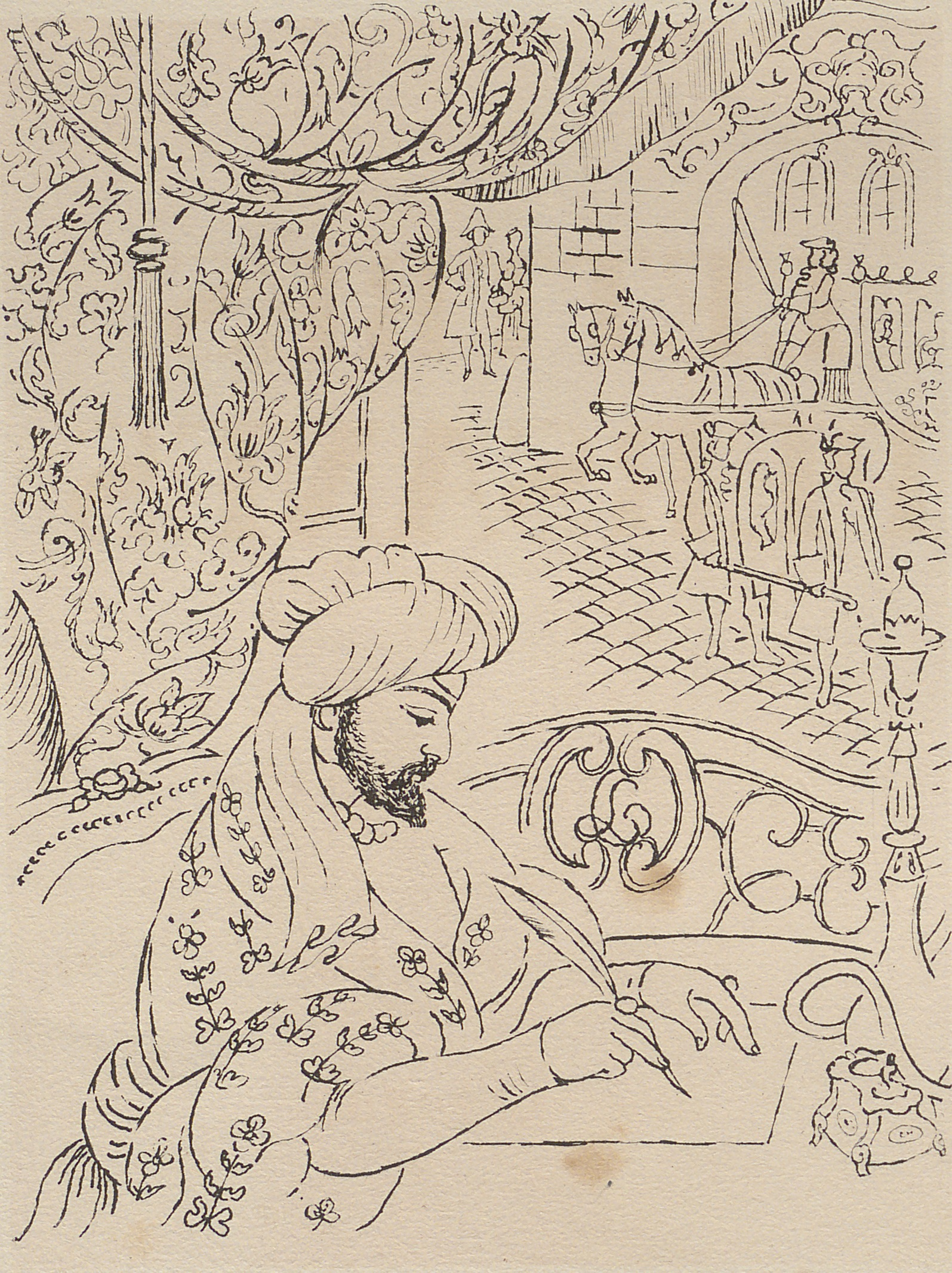
Usbek, par Chas Laborde (1886-1941), dans Lettres persanes, publiées par les Éditions littéraires de France en 1941.

Usbek, un grand seigneur persan, quitte Ispahan pour entreprendre, accompagné de son ami Rica, un long voyage à Paris. Il laisse derrière lui les cinq épouses de son sérail (Zachi, Zéphis, Fatmé, Zélis et Roxane) aux soins d’un certain nombre d’eunuques noirs et d'eunuques blancs.
Au cours de son voyage et de son séjour prolongé à Paris (1712-1720), Usbek tient une correspondance avec des amis rencontrés dans les pays traversés et des mollahs. Il y dépeint d’un œil faussement naïf les mœurs, les conditions et la vie de la société française au XVIIIe siècle, la politique en particulier, se terminant par une satire mordante du système de Law.
Au fil du temps, divers troubles font surface dans le sérail et, à partir de 1717 (lettre 139 [147]), la situation se détériore : lorsque Usbek ordonne au chef de ses eunuques de sévir, son message arrive trop tard et une révolte entraîne la mort de la plupart des eunuques et de ses épouses, y compris le suicide par vengeance de sa favorite Roxane.
Le texte se décompose comme suit, selon la pagination usuelle des Lettres persanes établie à partir de l'édition de 1721, complétée entre crochets par celle de l'édition de 1758 :
- Lettres 1-21 [1-23] : le voyage d’Ispahan à Paris, mars 1711 à mai 1712 ;
- Lettres 22-89 [24 -92] : Paris sous le règne de Louis XIV, 3 ans en tout (de mai 1712 à septembre 1715) ;
- Lettres 90-137 [93 -143] ou [lettre supplémentaire 8 = 145] : la Régence de Philippe d’Orléans, qui couvre cinq années (de septembre 1715 à novembre 1720) ;
- Lettres 138-150 [146 -161] : l’effondrement du sérail d’Ispahan, 3 ans (1717-1720).

Le roman peut également se présenter comme une succession de séquences thématiques :
- Lettres 1 à 10, présentation (sur Wikisource) ;
- Lettres 11 à 14, les Troglodytes (sur Wikisource) ;
- Lettres 15 à 23, voyage jusqu'à Paris (sur Wikisource) ;
- Lettres 24 à 46, les curiosités parisiennes (sur Wikisource) ;
- Lettres 47 à 68, inventaire de l'Occident (sur Wikisource) ;
- Lettres 69 à 91, à la recherche d'un État harmonieux (sur Wikisource) ;
- Lettres 92 à 111, le modèle anglais (sur Wikisource) ;
- Lettres 112 à 132, le libéralisme (sur Wikisource) ;
- Lettres 133 à 146, le constat (sur Wikisource) ;
- Lettres 147 à 161, la terreur au sérail (sur Wikisource).

### Le voyage d'Usbek et Rica
Le voyage d'Ispahan à Paris est retracé par 23 lettres d'Usbek. Il dure 13 mois 1/2, du 19 mars 1711 au 4 mai 1712.
En ce qui concerne le calendrier, Montesquieu assimile les mois lunaires persans aux mois solaires du calendrier grégorien, comme l’a démontré Robert Shackleton en 1954.
| Mois lunaires persans | Mois solaires du calendrier grégorien |
| --------------------- | ------------------------------------- |
| Maharram              | Mars                                  |
| Saphar                | Avril                                 |
| Rebiab 1              | Mai                                   |
| Rebiab 2              | Juin                                  |
| Gemmadi 1             | Juillet                               |
| Gemmadi 2             | Août                                  |
| Rhegeb                | Septembre                             |
| Chahban               | Octobre                               |
| Rhamazan              | Novembre                              |
| Chalval               | Décembre                              |
| Zilcadé               | Janvier                               |
| Zilhagé               | Février                               |

Montesquieu s'inspire principalement de deux récits de voyages dont il cite expressément les auteurs, invoquant « l'autorité de MM. Tavernier et Chardin ». Jean-Baptiste Tavernier (1605-1689) est un voyageur, pionnier français du commerce avec l'Inde. Il fait un premier voyage jusqu'à Ispahan avant de reprendre la route du retour par Bagdad, Alep, Alexandrette, Malte et l'Italie, et enfin Paris qu'il retrouve en 1633,. Jean Chardin (1643-1713), dit le « Chevalier Chardin », relate ses séjours en Perse et en Orient à la fin du XVIIe et au début du XVIIIe siècle. Montesquieu s'inspire aussi d'autres auteurs comme François Bernier (1620-1688), ou l'orientaliste André du Ryer (1580-1672), reprenant certaines de leurs descriptions et le calcul de la durée des étapes entre les villes parcourues. Mais Montesquieu ne s'attarde pas sur les conditions du voyage d'Usbek et Rica : « aucune mention du transport, des conditions, des accidents et des compagnons de voyage ni des livres qui auraient pu guider les Persans».

### Le dénouement
Bien qu’Usbek apprécie la liberté des relations entre hommes et femmes en Occident, il reste, en tant que maître d’un sérail, prisonnier de son passé. Ses femmes jouent le rôle de l’amoureux langoureux et solitaire, et lui celui de maître et d’amant, sans véritable communication et sans révéler grand-chose sur leur véritable moi. Le langage d’Usbek avec elles est aussi limité que le leur avec lui. Sachant, par ailleurs, dès son départ, qu’il n’est pas assuré de revenir en Perse, Usbek est aussi déjà désabusé au sujet de leur attitude (lettres 6 et 19 [20]). Le sérail est un vivier avec lequel il prend de plus en plus ses distances, se défiant autant de ses épouses que de ses eunuques (lettre 6).
Tout s’accélère brutalement dans les dernières lettres (139-150 [147-161]), grâce à un soudain retour en arrière de plus de trois ans par rapport aux lettres précédentes. De la lettre 69 (71) à la lettre 139 (147) – chronologiquement : de 1714 à 1720 – pas une seule lettre d’Usbek ne concerne le sérail, qui est passé sous silence des lettres 94 à 143 (et même dans l’édition de 1758, de la lettre supplémentaire 8 (97) à 145). Par ailleurs, toutes les lettres à partir de 126 (132) à 137 (148) sont de Rica, ce qui signifie que, pendant environ quinze mois (du 4 août 1719 au 22 octobre 1720), Usbek est totalement silencieux. Bien qu’il ait reçu des lettres pendant ce temps, le lecteur n’en prend connaissance qu’à la dernière série, qui est plus développée après l’ajout des lettres supplémentaires 9-11 (157, 158, 160) de 1758. Dès octobre 1714, Usbek a été informé que « le sérail est dans le désordre » (lettre 63 [65]), mais il ne sévit pas. Lorsque les progrès de l’esprit de rébellion le décident à agir, il est trop tard : le retard dans la transmission des lettres, dont certaines sont perdues, rend le mal sans remède.
Usbek se résigne apparemment, avec peu d’espoir, à la nécessité du retour en Perse. Le 4 octobre 1719, il se lamente : « Je vais rapporter ma tête à mes ennemis » (147 [155]). Toutefois, à la fin de 1720, il se trouve toujours à Paris, car les lettres 134 à 137 (140-145), qui contiennent toute l’histoire du système de Law, sont en fait postérieures à la dernière missive de Roxane (datée du 8 mai 1720), qu’il doit déjà avoir reçue – le délai habituel de livraison étant d’environ cinq mois – lorsqu’il écrit sa dernière lettre (lettre supplémentaire 8 et lettre 138 [145 et 146]), en octobre et novembre 1720.

## Analyse

### Portée

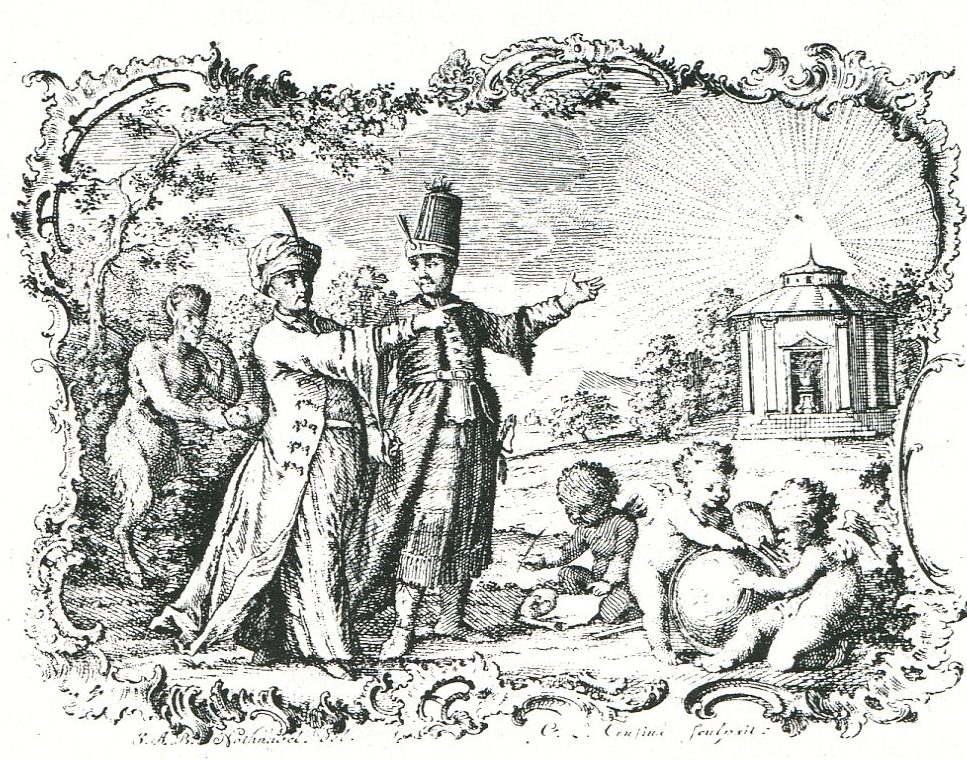
Usbek et Rica (vignette du titre de l'édition allemande - 1759).

Le « regard étranger », dont Montesquieu donne ici un des premiers exemples éloquents, contribue ainsi à alimenter le relativisme culturel, qu’on devait voir ensuite illustré chez d’autres auteurs du XVIIIe siècle. Mais ce roman par lettres vaut aussi en lui-même, en outre par sa peinture des contradictions déchirant le personnage central d’Usbek : partagé entre ses idées modernistes et sa foi musulmane, il se voit sévèrement condamné par la révolte des femmes de son sérail et le suicide de sa favorite, Roxane.
Le lecteur lisant ce roman épistolaire se moque un peu du Persan faisant preuve d’une naïveté à l’égard des modes occidentales. Mais il ne rit pas longtemps, car en continuant sa lecture il se rend compte que c’est de lui que l’on se moque. Car, notamment dans la « Lettre 100 - Rica à Rhédi à Venise », Montesquieu critique les manières de s’habiller des Français, surtout des Parisiens, en utilisant des hyperboles, des antithèses, des métaphores, des accumulations d’exemples... Mais la mode n’est pas son intérêt ; il s’en moque complètement. Si on lit entre les lignes, Montesquieu critique clairement de façon implicite le système monarchique sous lequel il vit. Cette « arme fatale » créée par Richelieu consiste à réunir les trois pouvoirs (législatif, judiciaire et exécutif) sur la tête d’une seule et même personne : le Roi. Dans ce texte, Montesquieu laisse entendre la vulnérabilité et la versatilité des Français face à leur souverain.

### Un roman épistolaire

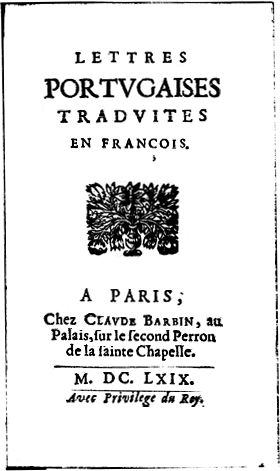
Le seul modèle à l’époque des Lettres persanes.

Montesquieu n’a jamais parlé des Lettres persanes comme d’un roman avant Quelques réflexions sur les Lettres persanes, qui commence ainsi : « Rien n’a plu davantage dans les Lettres persanes, que d’y trouver, sans y penser, une espèce de roman. On en voit le commencement, le progrès, la fin : les divers personnages sont placés dans une chaine qui les lie. » À l’origine, pour la plupart de ses premiers lecteurs, ainsi que pour leur auteur, les Lettres persanes n’étaient pas considérées principalement comme un roman, et encore moins comme un « roman épistolaire », genre sous lequel on le classe souvent aujourd’hui, car à cette époque, ce genre n’était pas encore un genre constitué. En effet, les Lettres persanes ont peu en commun avec le seul modèle de l’époque, les Lettres portugaises de Guilleragues, datant de 1669. En 1721, un recueil de « lettres » aurait été susceptible d’évoquer la récente tradition essentiellement polémique et politique de périodiques, tels que les Lettres historiques (1692-1728), les célèbres Lettres édifiantes et curieuses des jésuites (1703-1776), sans parler des Lettres historiques et galantes d’Anne-Marguerite Dunoyer (1707-1717) qui fournit, sous la forme d’une correspondance entre deux femmes, une chronique de la fin du règne de Louis XIV et du début de la Régence. Les Lettres persanes ont donc permis de confirmer la vogue d’un format déjà établi. C’est, en revanche, à ses nombreuses imitations, comme les Lettres juives (1738) et les Lettres chinoises (1739) de Boyer d’Argens, les Lettres d’une Turque à Paris, écrites à sa sœur (1730) de Poullain de Saint-Foix (rééditées à de nombreuses reprises conjointement avec les Lettres persanes), et peut-être surtout les Lettres d'une Péruvienne de Françoise de Graffigny (1747) – pour ne pas mentionner les romans par lettres de Richardson – qui ont pour effet de transformer, entre 1721 et 1754, les Lettres persanes en « roman épistolaire », d’où cette remarque de Montesquieu dans Mes Pensées : « Mes Lettres persanes ont appris à faire des romans par lettres » (no 1621).
La structure épistolaire est très souple : dix-neuf correspondants en tout, avec au moins vingt-deux destinataires différents. Usbek et Rica, dominent de loin avec 66 lettres pour le premier et 47 pour le second (sur les 150 lettres originales). Ibben, qui fonctionne davantage comme destinataire que comme correspondant, ne rédige que deux lettres, mais en reçoit 42. De même, une personne non désignée nommément et seulement désignée comme *** – si tant est que c’est toujours la même – reçoit dix-huit lettres et n’en écrit aucune. Il y a même une parfaite anomalie avec une lettre de Hagi Ibbi à Ben Josué (lettre 37 [39]), dont aucun n’est mentionné ailleurs dans le roman.

### Commentaire social

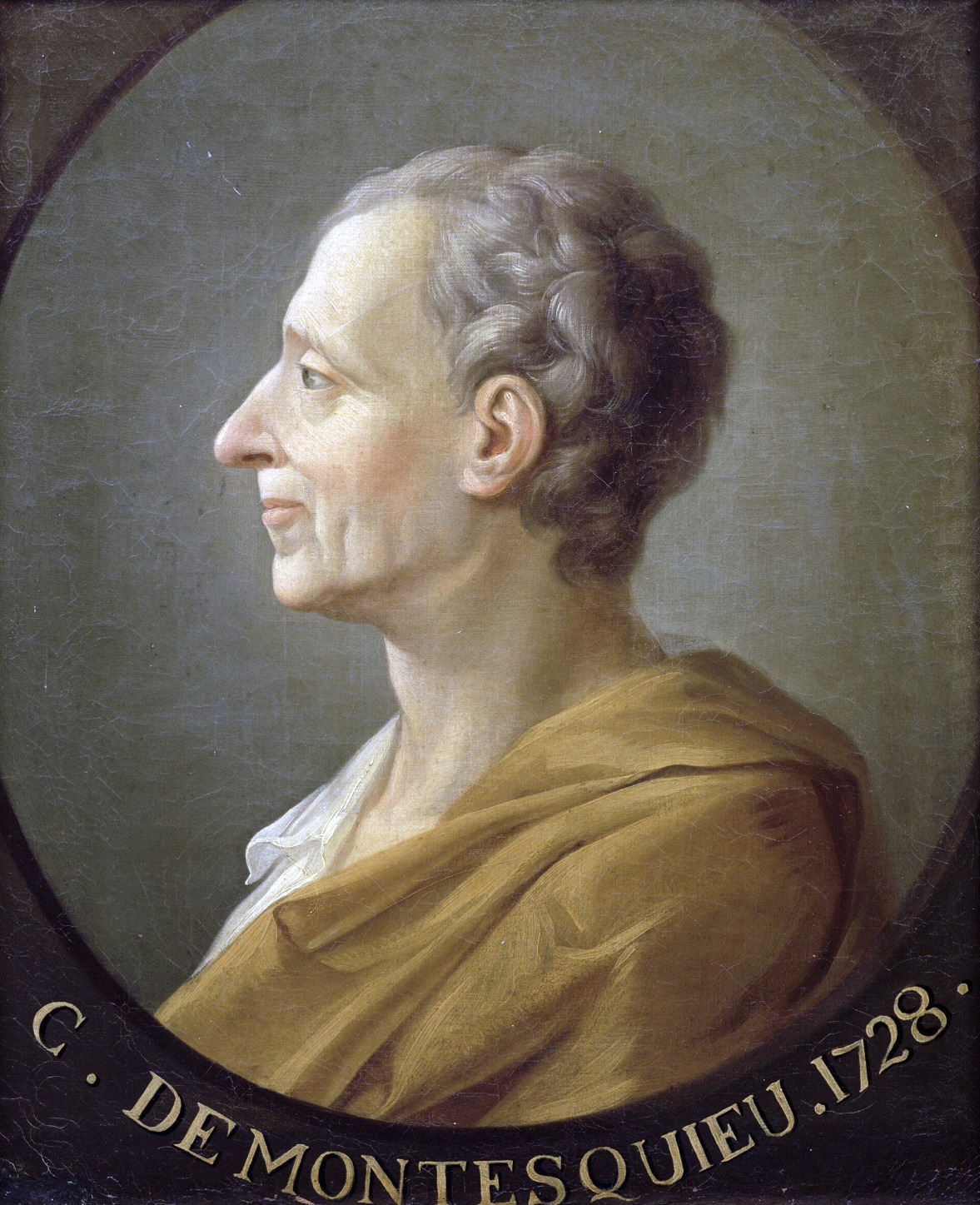
Montesquieu, auteur des Lettres persanes.

À Paris, les Perses s’expriment sur une grande variété de sujets allant des institutions gouvernementales aux caricatures de salon. La différence de tempérament entre les deux amis est notable, Usbek étant plus expérimenté et posant beaucoup de questions, tandis que Rica est moins impliqué, tout en étant plus libre et plus attiré par la vie parisienne. Bien que l’action se déroule dans les années de déclin de Louis XIV, on admire encore beaucoup ce qu’il a accompli dans un Paris où les Invalides sont en cours d’achèvement et où cafés et théâtres se multiplient.
Les Perses observent la fonction des parlements, des tribunaux, des organismes religieux (Capucins, Jésuites, etc), les lieux publics et leur fréquentation (les Tuileries, le Palais Royal), les fondations de l’État (l’hôpital des Quinze-Vingts pour les aveugles, les Invalides pour les blessés de guerre). Ils décrivent une culture florissante, où la présence de deux Perses devient rapidement un phénomène populaire, grâce à la prolifération d’imprimés (lettre 28 [30]). Le café — où ont lieu les débats : lettre 34 [36] — s’est imposé comme une institution publique, comme l’étaient déjà le théâtre et l’opéra. Il y a encore des gens assez fous pour rechercher à leurs propres frais la pierre philosophale tandis que le colporteur de ragots et la presse périodique commencent à jouer un rôle dans la vie quotidienne. Sont décrits aussi des institutions (les universités, l’Académie française, les sciences, la bulle Unigenitus), des groupes sociaux (les dandys, les coquettes) et des personnages archétypiques (le chanteur d’opéra, le vieux guerrier, le roué, et ainsi de suite).
Pour sa part, Usbek est troublé par les contrastes religieux. Bien qu’il ne pense jamais à abjurer l’islam et que certains aspects du christianisme, comme la Trinité ou la communion, le troublent, il écrit à d’austères autorités pour s’enquérir, par exemple, pourquoi certains aliments sont considérés comme impurs (lettres 15-17 [16-18]). Il assimile également les deux religions, et même toutes les religions, eu égard à leur utilité sociale.
Certaines séquences de lettres dues à un seul auteur permettent de développer un sujet particulier plus en détail. Ainsi, les lettres d’Usbek 11-14 à Mirza sur les Troglodytes, les lettres 109-118 (113-122) de Usbek à Rhédi sur la démographie, les lettres 128 à 132 (134-138) de Rica sur sa visite à la bibliothèque Saint-Victor. Y sont esquissées des analyses qui seront plus tard développées dans De l'esprit des lois sur de nombreux sujets tels que les types de pouvoirs, l’influence du climat et la critique de la colonisation.

### Thèmes clefs
- Religion comparée ;
- Exil ;
- Humanisme ;
- Identité nationale et nationalisme ;
- Race ;
- Raison :
- Femmes :
- Soumission et servitude :
- La Bruyère, Pascal, Fontenelle, Bayle :
- Ambassade perse en France en 1715, Traité de commerce et d'amitié entre la France et la Perse :
- Lettres juives (1738, Jean-Baptiste Boyer d'Argens).

## Sources

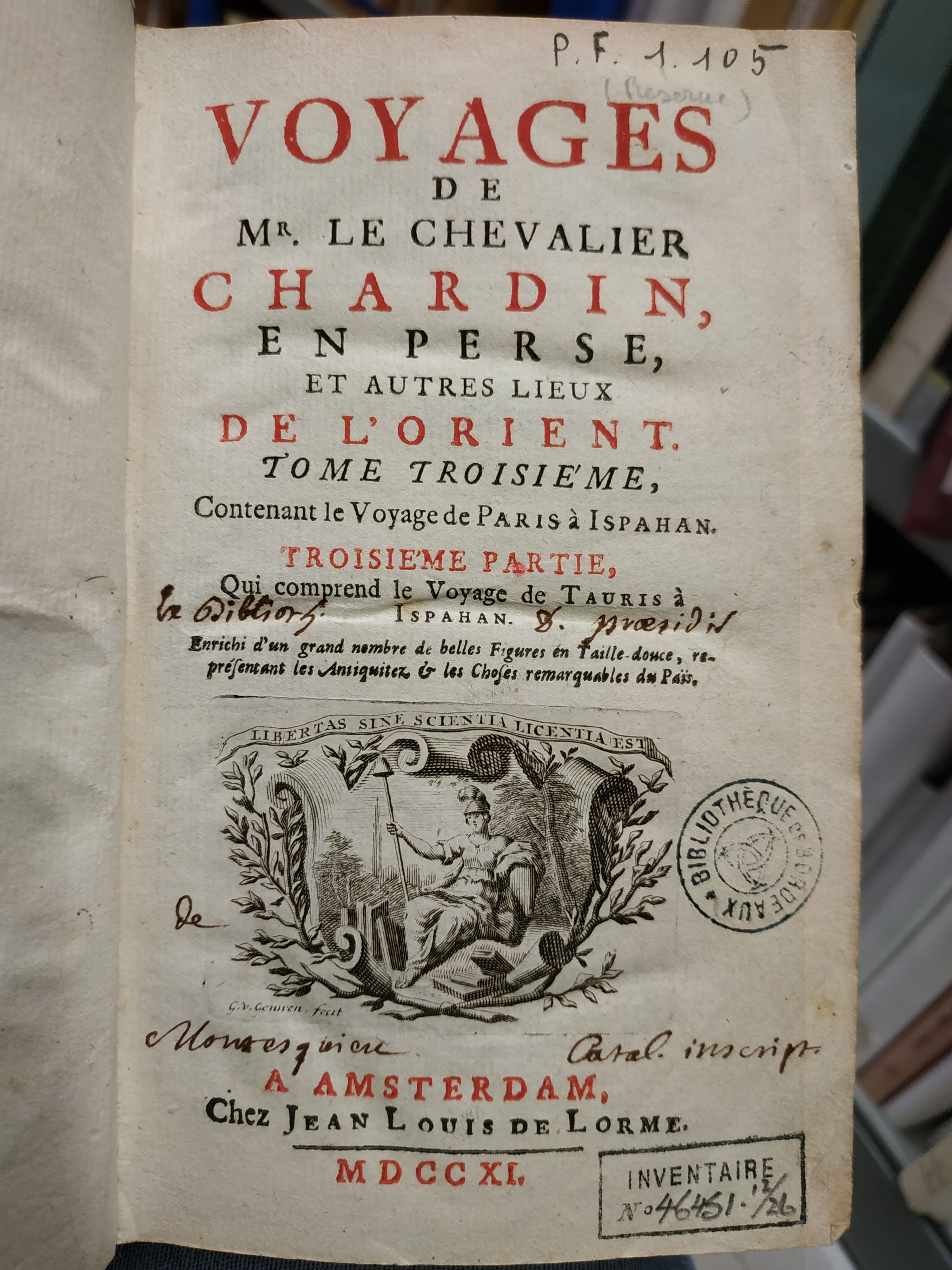
Page titre de Voyages de Monsieur le chevalier Chardin
(copie personnelle de Montesquieu).

Les sources de Montesquieu sont légion, car il ne fait aucun doute qu’elles incluent jusqu’à ses lectures et conversations, qui sont modifiées au cours de la rédaction de l’œuvre. Montesquieu tire la majorité de ses connaissances — qui sont loin d’être superficielles — sur la Perse de l’ouvrage Voyages en Perse de Jean Chardin, dont il possédait deux volumes de l'édition de 1711 et dont il acquit l’édition complète en 10 volumes en 1720. Il puisa aussi, dans une moindre mesure, dans les nombreuses œuvres qui garnissaient sa vaste bibliothèque, dont les Voyages de Jean-Baptiste Tavernier et Paul Rycaut. Concernant la France au XVIIIe siècle et Paris, ses seules sources sont ses propres expériences, avec des conversations (notamment la conversation avec un Chinois nommé Hoange dont il garda les notes) et anecdotes le concernant.
Divers aspects des Lettres persanes sont sans aucun doute redevables à des modèles particuliers, dont le plus important est le très célèbre, à l’époque, Espion du Grand-Seigneur, et ses relations secrètes envoyées au divan de Constantinople, et découvertes à Paris, pendant le règne, de Louis le Grand (1684) de Giovanni Paolo Marana, même si les personnages de Montesquieu sont persans et non turcs. Les Lettres persanes se démarquent cependant nettement de la plupart des autres écrits à caractère oriental par le peu d’influence qu’ont sur elles Les Mille et Une Nuits d’Antoine Galland et le Coran.

## Histoire des éditions

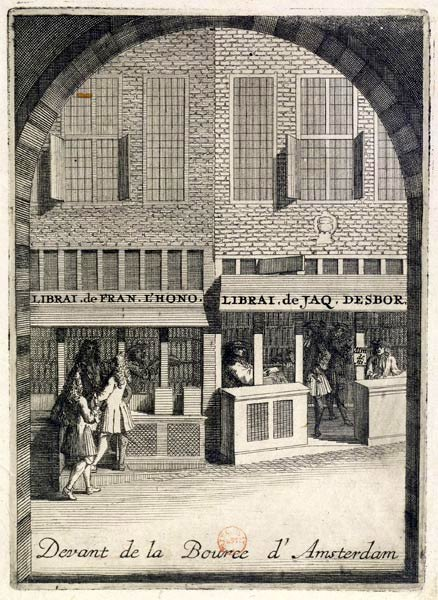
Libraire Jacques Desbordes.

Le roman épistolaire de Montesquieu contient des critiques sévères de la monarchie française. Pour éviter la censure et des poursuites, Montesquieu choisit de le publier anonymement chez l'éditeur-libraire Suzanne de Caux, veuve de Jacques Desbordes à Amsterdam en mai 1721, qui l'imprime sous le nom de Pierre Marteau (imprimeur fictif utilisé par les imprimeurs pour publier des livres « sensibles ») et comme ville de publication Cologne !
Cette édition reconnue comme l'édition princeps est appelée par les bibliophiles l'« édition A » et est utilisée dans la compilation des Œuvres de Montesquieu.

### L'édition de 1721
|  |

|  |

|  |

La première édition (édition A), qui contient 150 lettres, est publiée en mai 1721 par Suzanne de Caux :
- Lettres persanes, t. I, Cologne, Pierre Marteau, 1721, 375 p. (disponible sur Internet Archive).
- Lettres persanes, t. II, Cologne, Pierre Marteau, 1721 (lire en ligne).

Peu après mai 1721, une autre édition est publiée par Pierre Brunel,. Cette édition, qui contient 150 lettres également, n'est pas une contrefaçon : Pierre Brunel a acheté le droit de copie à Suzanne de Caux, sa voisine à Amsterdam. Le livre est toujours publié de manière anonyme, et, pour éviter la censure française, le lieu de publication est indiqué comme Amsterdam. Pierre Brunel publie au moins deux éditions.
Comme cela arrivait fréquemment à l’époque, le nom de Pierre Brunel a été utilisé comme pseudonyme entre 1692 et 1761, dissimulant des impressions contrefaites françaises. La recherche des bibliophiles indique que plusieurs éditions contrefaites du livre imprimé par Pierre Brunel sont en réalité imprimées à Rouen ! Pour la délectation des collectionneurs, une des éditions contrefaites comporte une erreur typographique sur la page de titre : « Amsteram » au lieu de « Amsterdam ».
Éditions de Pierre Brunel :
- Lettres persanes, t. 1, Amsterdam, Pierre Brunel, 1721 (1re éd. 1721), 323 p. (lire en ligne)

- Lettres persanes, t. 1, Amsteram, Pierre Brunel, 1721 (1re éd. 1721), 323 p. (lire en ligne) (erreur : Amsteram).

- Lettres persanes, t. 2, Amsterdam, Pierre Brunel, 1721 (1re éd. 1721), 349 p. (lire en ligne).

À l'automne 1721, Suzanne de Caux publie, toujours sous le pseudonyme de Pierre Marteau à Cologne, une seconde édition, appelée par les bibliophiles l'« édition B » : 
- Lettres persanes, t. 1, Cologne, Pierre Marteau, 1721, 2e éd. (1re éd. 1721), 311 p. (disponible sur Internet Archive)

- Lettres persanes, t. 2, Cologne, Pierre Marteau, 1721, 2e éd. (1re éd. 1721), 351 p. (disponible sur Internet Archive).
- Ces deux tomes sont également disponibles en ligne sur la bibliothèque numérique Séléné : tome 1 et tome 2

Cette seconde édition comporte des transformations notables : 13 lettres de l'édition A ont été enlevées, 3 lettres inédites sont publiées, et la lettre 6 de l'édition A devient la lettre 1. Au lieu des 150 lettres initiales, cette édition B propose 140 lettres. La numérotation des lettres ne correspond donc plus entre les deux éditions. Plusieurs coquilles sont corrigées, mais d'autres apparaissent.
Cette édition a longtemps été un mystère. La question principale porte sur les raisons de sortir une deuxième édition seulement cinq mois après la première édition. Le bibliographe Louis Vian a émis une hypothèse : la vraie date de publication serait 1727, et Montesquieu aurait publié une version expurgée pour faciliter son élection à l'Académie française. Cette hypothèse est réfutée par Barckhausen après une analyse détaillée du texte et les manuscrits qui se trouvaient au château de La Brède. Philip Stewart propose une explication plausible : Suzanne de Caux venait de vendre le droit de copie à Pierre Brunel, et l'ouvrage est vite un succès populaire. Elle n'a donc plus le droit de l'imprimer à l'identique, mais elle peut imprimer une nouvelle version. Avec moins de lettres mais trois totalement inédites, en renforçant la veine satirique et en allégeant les lettres concernant le sérail, Suzanne de Caux propose une nouvelle version qui séduit mais n'enlève pas sa valeur à l'édition A. Les deux versions peuvent donc cohabiter sereinement.
Au moins huit éditions ont porté la date de 1721,. Certaines sont probablement antidatées, les contrefaçons et réimpressions sont également très nombreuses.
Bien que les manuscrits à partir desquels les éditions A et B ont été réalisées n’aient pas survécu, il existe des « cahiers de corrections » à la Bibliothèque nationale de France (n. a. fr. 14365). Ils ont été transcrits dans leur intégralité dans la Revue Montesquieu no 6 (2002), par Edgar Mass, Jean-Paul Schneider, Catherine Volpilhac-Auger Revue Montesquieu n°6 (2002). Sur l'interprétation à en donner, voir l'article de Madeleine Laurain-Portemer dans le même volume et l'introduction aux Lettres persanes, Oxford, Voltaire Foundation, 2004 (voir ci-dessous).

### Les éditions: 1722-1755
Montesquieu n'avouera jamais officiellement être l'auteur des Lettres persanes, et le rôle qu'il joue dans la conception des diverses éditions « officielles » publiées de son vivant n'est pas clair. Il est certain que l'imprimeur-éditeur jouissait d'une certaine liberté, car pour l'édition de 1739 Suzanne de Caux a ajouté à la fin des Lettres persanes les Lettres turques, d'un auteur anonyme, Montesquieu était furieux.
En 1745, huit lettres persanes inédites sont publiées à Amsterdam dans le numéro V de l'hebdomadaire Le Fantasque, par Thémiseul Saint-Hyacinthe, un ami de Montesquieu.
À partir de 1750, Montesquieu se remet au travail et prépare une nouvelle édition. En 1754, quelques mois avant sa mort, une nouvelle édition est publiée avec les 150 lettres de l'édition A, un supplément de 11 lettres et le texte « Quelques réflexions sur les Lettres persanes ». Toutes les éditions de 1754 ne comportant pas ces deux ajouts, certains spécialistes pensent qu'ils sont posthumes et appartiennent à l'édition de 1758.

### Les éditions publiées après la mort de Montesquieu
Jean-Baptiste de Secondat, le fils de Montesquieu, publie en 1758 une nouvelle édition avec 161 lettres, auxquelles il ajoute un court essai écrit par son père : Quelques réflexions sur les Lettres persanes. Cette édition est connue comme l'« édition D ».
Le livre est un « best-seller » européen et les éditions sont légion. La liste ci-dessous, forcément incomplète, favorise les éditions consultables en ligne :
Parmi toutes les éditions modernes, les deux de référence sont :
- Montesquieu, Paul Vernière (dir.) et Catherine Volpilhac-Auger (dir.), Lettres persanes, Lgf, coll. « Classiques, numéro 21019 », juin 2006 (1re éd. 1960), 448 p. (ISBN 2253082228, présentation en ligne)

- Philip Stewart, Catherine Volpilhac-Auger, Cecil Courtney et al., Lettres persanes : Introductions générales de l’édition, vol. 1, Oxford, Voltaire Foundation for Enlightenment studies, coll. « Œuvres complètes de Montesquieu », 2004, 758 p. (ISBN 978-0-7294-0821-9, présentation en ligne).

### Traductions modernes desLettres persanes
Dès 1722, le roman est traduit en anglais, puis est réédité en 1736, suivi par la traduction de Thomas Floyd en 1762 et celle de John Davidson en 1892 et 1901 :
Une édition en allemand est publiée en 1769.

### Éditions modernes desLettres persanes
- Imprimerie nationale, 1926, extrait de Biobibliographie de Louis Jou par André Feuille. Bois gravés de Louis Jou.
- Antoine Adam, Genève, Droz, 1954, rééd. 1965.
- Jean Starobinski, Paris, Gallimard « Folio », 1973, réimp. 2003.
- Paul Vernière, Paris, Classiques Garnier, 1960, réimp. 1965, 1975, 1992 ; édition révisée par Catherine Volpilhac-Auger, Livre de Poche classique, 2005.
- Cecil Courtney, Philip Stewart, Catherine Volpilhac-Auger, Pauline Kra, Edgar Mass, Didier Masseau, Œuvres complètes, Oxford, Voltaire Foundation, vol. I, 2004.
- Philip Stewart, Paris, Classiques Garnier, 2013. Texte de la première édition de 1721.

Le WorldCat database donne plus de 1 100 éditions en français, anglais, allemand, espagnol, chinois,...

## Réfutations desLettres persanes
Il existe peu de textes qui critiquent les Lettres persanes de Montesquieu :
- Jean-Baptiste Gaultier, janséniste et bibliothécaire de l'évêque de Montpellier a publié : Les "Lettres persanes" convaincues d'impiété, 1751, 124 p. (lire en ligne sur Gallica). Il ne nie pas la qualité de l'écriture et la justesse de beaucoup des critiques de la société française, sauf quand elles touchent la religion chrétienne. Il l'accuse de critiquer durement le christianisme par effet de miroir.

La réponse de Montesquieu paraît dans le Supplément de l'édition de 1758 :« Quelques réflexions sur les lettres persanes ». Selon les Cahiers de corrections de Montesquieu, cette réponse à l'abbé Gaultier devait servir de postface. On en trouve une première version dans ses Pensées (n°2032 et 2033).
- Gabriel Gauchat, Lettres critiques, ou analyse et réfutation de divers écrits modernes contre la religion : Lettres persanes, lettres turcs etc., t. 2, Paris, Herrrissant, 1755, 313 p. (lire en ligne).

## Imitations desLettres persanes
L'ouvrage connaît un succès immédiat en France et en Europe en général, un livre qui, avec élégance et esprit, dit tout haut ce que tout le monde n'ose pas dire tout bas.
De nombreuses contrefaçons des premières éditions existent (estimées à une dizaine d'éditions). Le livre est traduit en anglais dès 1722. Une conséquence de cet engouement est la renaissance du roman épistolaire en général. Parmi ses émules directs :

## Histoire critique
Les Lettres persanes connaissent un succès immédiat et sont souvent imitées, mais sont diversement interprétées au fil du temps. Le livre est vite traduit en anglais (1722) et en allemand (1759), et adapté ou plagié. C'est ainsi que paraissent les Lettres juives en 1738 et les Lettres chinoises en 1739 de Boyer d’Argens, les Lettres d’une Péruvienne en 1747 de Françoise de Graffigny.
Jusqu’au milieu du XXe siècle, c’est l'esprit « Régence » des Lettres persanes qui est largement admiré, ainsi que la caricature dans la tradition classique de La Bruyère, Pascal et Fontenelle. L’idée de rattacher celles-ci au genre romanesque revient à Montesquieu le premier. Le côté persan du roman tend à être considéré comme un décor fantaisiste, le véritable intérêt de l’œuvre résidant dans ses impressions « orientales » factices de la société française, avec sa satire et sa critique politiques et religieuses.
Une nouvelle ère d’études basées sur de meilleurs textes et des perspectives renouvelées s’ouvre dans les années 1950. L’édition richement annotée par Paul Vernière et la recherche de Robert Shackleton sur la chronologie musulmane jouent un rôle particulièrement important ; les études de Roger Laufer, Pauline Kra et Roger Mercier mettent également l’accent sur la nouvelle unité de l’œuvre et intégré le sérail dans son sens global. D’autres suivent qui se penchent sur les ramifications de la forme épistolaire, la structure et la signification du sérail, les contradictions d’Usbek. À partir d’environ 1970, c’est la religion (Kra) et surtout la politique (Ehrard, Goulemot, Benrekassa) qui prédominent dans les études des Lettres persanes, avec un retour progressif au rôle du sérail avec toutes ses femmes et ses eunuques (Delon, Grosrichard, Singerman, Spector, Véquaud) et au clivage culturel entre l’Orient et l’Occident.

## Adaptations cinématographiques
Une adaptation cinématographique des Lettres persanes est réalisée en 1968 par Jean Rouch et s’intitule Petit à petit : lettres persanes.
Ce dernier décide en 1977 de réaliser un court métrage de 40 minutes appelé Ispahan : lettre persane.